# Dom przy ul. Kościelnej 5 w Bystrzycy Kłodzkiej
Dom przy ul. Kościelnej 5 w Bystrzycy Kłodzkiej – zabytkowy budynek w mieście Bystrzyca Kłodzka.
Piętrowy dom mieszkalny wybudowany w zarysie prostokąta w XVI w., przebudowany w XX w.